# LG U+ Cup 3-Cushion Masters
Das LG U+ Cup 3-Cushion Masters ist ein koreanisches Einladungsturnier in der Karambolagedisziplin Dreiband.

## Geschichte
2015 wurde von der Asian Carom Billiard Confederation (ACBC) in Zusammenarbeit mit der koreanischen LG Group als Sponsor ein hochdotiertes internationales Turnier aus der Taufe gehoben. Dies ist das erste seiner Art, das von koreanischem Boden ausgeht. Die Preisgelder sind höher als die bei anderen Turnieren dieser Art, vergleichbar mir anderen privat finanzierten Turnieren wie etwa beim ehemaligen Crystal Kelly Turnier.

## Modus
Die Teilnehmer wird in vier Gruppen (A–D) zu je vier Spielern aufgeteilt. Es wird im Round-Robin-Modus auf 40 Punkte gespielt. Die Gruppenersten kommen ins Halbfinale der Endrunde. Dort wird dann auch auf 40 Punkte, aber im K.-o.-System gespielt. Es stehen zwei Matchbillards zur Verfügung, an denen gleichzeitig gespielt wird. Nachstöße sind während des gesamten Turniers zulässig. In den k.-o.-Spielen gab es bei einem Unentschieden eine Verlängerung. Seit 2017 steht die Shot clock auf 30 Sekunden.

## Turnierstatistik
| Jahr | Ort   | Sieger           | Ergebnis | Finalist         | Dritte            | Ref.  |
| ---- | ----- | ---------------- | -------- | ---------------- | ----------------- | ----- |
| 2015 | Seoul | Kang Dong-koong  | 40:35    | Dick Jaspers     | Torbjörn Blomdahl | [ 1 ] |
| 2015 | Seoul | Kang Dong-koong  | 40:35    | Dick Jaspers     | Frédéric Caudron  | [ 1 ] |
| 2016 | Seoul | Lee Choong-bok   | 40:35    | Trần Quyết Chiến | Hong Jin-pyo      | [ 2 ] |
| 2016 | Seoul | Lee Choong-bok   | 40:35    | Trần Quyết Chiến | Kim Hyung-kon     | [ 2 ] |
| 2017 | Seoul | Marco Zanetti    | 40:19    | Hong Jin-pyo     | Frédéric Caudron  | [ 3 ] |
| 2017 | Seoul | Marco Zanetti    | 40:19    | Hong Jin-pyo     | Torbjörn Blomdahl | [ 3 ] |
| 2018 | Seoul | Trần Quyết Chiến | 40:39    | Frédéric Caudron | Kim Haeng-jik     | [ 4 ] |
| 2018 | Seoul | Trần Quyết Chiến | 40:39    | Frédéric Caudron | Kang Dong-koong   | [ 4 ] |
| 2019 | Hanam | Cho Myung-woo    | 40:16    | Semih Saygıner   | Cho Jae-ho        |       |
| 2019 | Hanam | Cho Myung-woo    | 40:16    | Semih Saygıner   | Tayfun Taşdemir   |       |
| 2020 | Seoul |                  |          |                  |                   |       |
| 2020 | Seoul |                  |          |                  |                   |       |